# Hertelendy Kálmán
Hertelendi és vindornyalaki Hertelendy Kálmán Rudolf (Zalaegerszeg, 1820. március 28. – Lesencetomaj, Zala vármegye, 1875. november 18.) honvédszázados, országgyűlési képviselő, Zala vármegye főispánja, földbirtokos, a "Zalavármegyei Gazdasági Egyesület" ügyvezető elnöke.

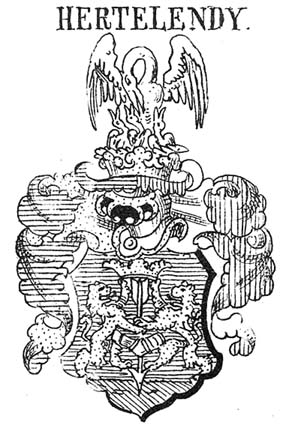
A hertelendi és vindornyalaki Hertelendy család címere.

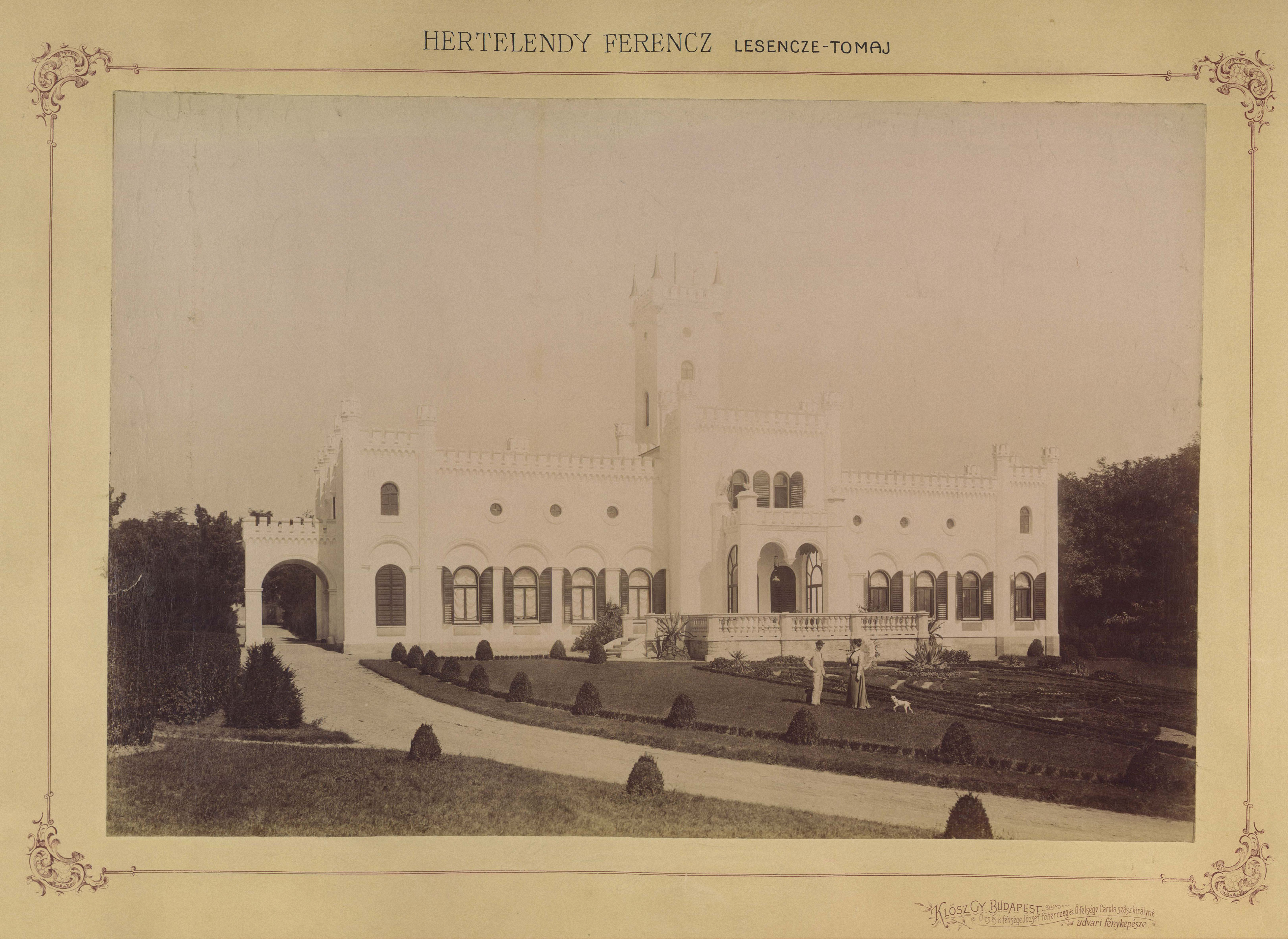
A Hertelendy kastély főhomlokzata Lesencetomajon.

## Élete
Az ősrégi dunántúli római katolikus nemesi származású hertelendi és vindornyalaki Hertelendy család sarja. Édesapja Hertelendy Károly, földbirtokos, Deák Ferencnek volt a követtársa a pozsonyi országgyűlésen, édesanyja nedeczei Nedeczky Terézia (1792-1883) volt. Apai nagyszülei hertelendi és vindornyalaki Hertelendy Mihály (1754-1810), szerémi követ, királyi tanácsos, és Naypár Júlia (1767-1847) voltak. Anyai nagyszülei nedeczei Nedeczky Rudolf (1763-1828), Baranya vármegyei főszolgabíró és Stróbel Erzsébet (1772-1817) voltak. Apai nagyapjának a fivére hertelendi és vindornyalaki Hertelendy György (1764–1831), Zala vármegye táblabírája, alispánja, birtokos volt.
Hertelendy Kálmán jogot végzett, majd 1844. június 10-e és 1847. június 14-e között a zalaegerszegi járás alszolgabírájaként tevékenykedett boldogfai Farkas Imre (1811–1876) egerszegi főszolgabíró mellett.
A szabadságharcban, a 28 éves Hertelendy Kálmán, 1848. szeptemberétől a Zala megyei önkéntes nemzetőrzászlóalj, illetve november 10-étől az előbbiből szervezett 47. honvédzászlóalj századosaként vett részt. Buda visszafoglalásánál is jelen volt; több visszaemlékezés szerint Buda 1849. május 21-ei bevételénél az ő lövése sebesítette meg halálosan Heinrich Hentzi vezérőrnagyot, a budai vár császári parancsnokát. Jó barátságban volt a bajtársaival, a fiatal csáfordi Csillagh László (1824–1876), Szladovits Ferenc (1829-1878), zágorhidai Czigány Bertalan (1821–1892) és Püspöky Grácián (1817-1861) honvédekkel, akikkel együtt harcolt 1848-ban.
Hentzi lövegeitől leégett már a pesti Duna-sor harminckét új háza, a Redut az Angol Királynő Szálló, a Lipót-templom, a mázsaház és a Diána-fürdő. Végre május 20-ának éjjelén megkezdte Görgey a döntő támadást, mégpedig több ponton: így a Teleki-háznál, a fehérvári és bécsi kapunál és a Nádor-kertben. Hajnal volt, amikor Inkey, a 47. zászlóalj őrnagya, elsőnek hágott föl a bástyafalra. Nemsokára egészen a magyarok kezében volt a Vár, és minden oldalról vörös zsinóros, barna atillás honvédek nyomultak elő. A 47. zászlóalj kapitánya, Hertelendy Kálmán lőtte meg Heinrich Hentzit, és a zászlóalj egyik honvédje, lebesbényi Püspöky Gracián tűzte ki az első nemzeti zászlót, amiért jutalmul 1000 pengő forintot kapott. Azt az örömmámort nem tudta, és nem fogja tudni leírni toll soha!.
A világosi fegyverletétel után közlegénynek sorozták be, majd váltságdíj megfizetése után kiszabadulhatott. 1850 október végén 500 forint ellenében azonban megváltotta magát a katonáskodástól. Ezután lesencetomaji birtokára vonult, ahol gazdálkodással foglalkozott. Hertelendy Kálmán jó barátságot ápolt Deák Ferenccel; a "Haza Bölcse" még Hertelendy Ferenc nevű gyermekének a keresztapja lett 1859-ben.
1867-ben Hertelendy Kálmánt megválasztották a zalaszentgróti kerület országgyűlési képviselőjének, melyet képviselt a következő törvényhozási ciklusban is 1872 áprilisáig. 1872. október 3-án Zala vármegye főispánjává nevezte ki az uralkodó; a tisztséget 1875. augusztus 15-éig töltötte be amikor lemondott. 1875. november 18-án hunyt el Lesencetomajon a családi kastélyban.
Síremléke a lesencetomaji temetőben található.

## Házasságai és gyermekei
Hertelendy Kálmán Zalahalápon 1851. január 6-án feleségül vette az előkelő nemesi származású nagymádi és várbogyai Bogyay Leontina Oktávia Amália Eleonóra Magdolna (*Zalahaláp, 1830. március 24.–†Lesencetomaj, 1870. november 9.) kisasszonyt, akinek a szülei várbogyai és nagymadi Bogyay Lajos (1803-1875), királyi kamarás, Zala megyefőnöke, és várbogyai és nagymadi Bogyay Eleonóra (1808-1883) voltak. Az apai nagyszülei várbogyai és nagymádi Bogyay Ignác (1778-1805), földbirtokos, és bocsári Svastics Jozefa (1780-1819) voltak. Az anyai nagyszülei várbogyai és nagymadi Bogyay Péter (1779-1859), földbirtokos és bezerédi Bezerédj Magdolna (1788-1829) voltak. Bogyay Lajos királyi kamarás, Zala megyefőnöke egyben jó közeli barátja volt Hertelendy Kálmán édesapjának, Hertelendy Károlynak is. Hertelendy Kálmán és Bogyay Leontina házasságából született:
- Hertelendy Irén Mária (*Lesencetomaj, 1851. szeptember 20.–†Keszthely, 1929. augusztus 18.).[8][9] Férje: külsővathi és töreki Töreky Aladár (*Ederics, 1849. augusztus 18.–†Nemesvita, 1917. január 20.), ügyvéd, földbirtokos.[10][11][12]
- Hertelendy Leontin Eleonóra (*Lesencetomaj, 1853. január 10.–†Lesencetomaj, 1853. január 27.)
- Hertelendy Rózsa Jozefa Paulina (*Lesencetomaj, 1854. augusztus 8.–†Zalaegerszeg, 1932. október 20.).[13] Férje, nagymányai Koller István János József Ádám (*Izsák, 1850. augusztus 2.–†Alsórajk, 1914. május 11.), földbirtokos.[14]
- Hertelendy Ilona Terézia Eleonóra (*Lesencetomaj, 1855. október 9.–†Lesencetomaj, 1856. február 8.)
- Hertelendy Gabriella (*Lesencetomaj, 1856. december 30.–†Lesencetomaj, 1869. július 15.)
- Hertelendy Kálmán (*Lesencetomaj, 1858. január 26.–†Lesencetomaj, 1858. január 26.)
- Hertelendy Ferenc Szerafin Mihály (*Lesencetomaj, Zala vármegye, 1859. szeptember 13. –†Lesencetomaj, 1919. május 19.), főrendiház tagja, zalai és később temesi főispán, a "Zalamegyei Gazdasági Egyesület" elnöke, földbirtokos, vármegyei bizottsági tag.[15][16] 1.f. leéki és kenyézlői Farkas Mária Etelka Sarolta "Adél" (*Kenézlő, 1863. június 6.–†Lesencetomaj, 1889. január 31.).[17][18] 2.f. gyulai Gaál Iréne Krisztina Mária Ilona (*Győr, 1874. március 29.–†?).[19]